# Ken Alibek
Kanatzhan " Kanat " Baizakovich Alibekov (1950), conocido como Kenneth " Ken " Alibek desde 1992, es un microbiólogo kazajo-estadounidense, experto en armas biológicas y en gestión administrativa de guerra biológica. Fue el primer subdirector de Biopreparat.
Durante su trayectoria en el desarrollo de armas biológicas soviéticas a finales de la década de los 70 y los 80, Alibekov dirigió proyectos que incluyeron la fabricación de armas contra el muermo y la fiebre hemorrágica de Marburgo, y creó la primera bomba rusa de tularemia. Su logro más destacado fue la creación de una nueva "cepa militar" de ántrax, conocida como "Cepa 836", posteriormente descrita por Los Angeles Times como "la cepa de ántrax más virulenta y agresiva conocida por el hombre".
En 1992, desertó a Estados Unidos; desde entonces ha obtenido la ciudadanía estadounidense y se ha ganado la vida como consultor en biodefensa, conferencista y empresario. Participó activamente en el desarrollo de la estrategia de biodefensa del gobierno estadounidense y, entre 1998 y 2005, testificó en varias ocasiones ante el Congreso estadounidense y otros gobiernos sobre asuntos biotecnológicos, afirmando estar "convencido de que el programa ruso de armas biológicas no ha sido completamente desmantelado". En 1994, Alibek recibió un premio del Congreso, una medalla Barkley de bronce, otorgada en reconocimiento a su distinguido servicio público y su contribución a la paz mundial.
En 2002, Alibek declaró a United Press International que hay preocupación de que la viruela del mono pudiera ser utilizada como arma biológica.
Locus Fermentation Solutions, ubicada en Ohio, contrató a Alibek en 2015 como vicepresidente ejecutivo para la investigación y desarrollo de moléculas biológicamente activas para diferentes aplicaciones.

## Juventud y educación
Alibek nació con el nombre de Kanat Alibekov en Kauchuk, en la República Socialista Soviética de Kazajistán, parte de la Unión Soviética (actualmente Kazajistán), en una familia kazaja. Se crio en Almaty, la antigua capital de la república. Es oncólogo certificado, doctor en ciencias, doctor en filosofía  y doctor en medicina.

## Carrera
El rendimiento académico de Alibek mientras estudiaba medicina militar en el Instituto Médico de Tomsk y el reconocido patriotismo de su familia llevaron a que fuera seleccionado para trabajar en Biopreparat, el programa secreto de armas biológicas supervisado por el Consejo de Ministros de la Unión Soviética. Su primera asignación en 1975 fue a la Rama de Europa del Este del Instituto de Bioquímica Aplicada (IBA) cerca de Omutninsk, una instalación combinada de producción de pesticidas y planta de producción de armas biológicas de reserva destinada a ser activada en caso de guerra. En Omutninsk, Alibek dominó el arte y la ciencia de formular y evaluar medios nutritivos y condiciones de cultivo para la optimización del crecimiento microbiano. Mientras estuvo allí, amplió sus habilidades de laboratorio de la escuela de medicina al complejo conjunto de habilidades requeridas para la producción industrial de microorganismos y sus toxinas.
Tras un año en Omutninsk, Alibek fue transferido a la rama siberiana del IBA, cerca de Berdsk (la rama también era conocida como la base científica y de producción de Berdsk). Con la ayuda de un colega, diseñó y construyó un laboratorio de investigación y desarrollo en microbiología que trabajaba en técnicas para optimizar la producción de formulaciones biológicas.
Tras varios ascensos, Alibek fue transferido de nuevo a Omutninsk, donde ascendió al puesto de subdirector. Pronto fue transferido a la Base Científica y de Producción de Kazajistán en Stepnogorsk (otra instalación de reserva de guerra biológica) para convertirse en el nuevo director de dicha instalación. Oficialmente, era subdirector de la Asociación Científica y de Producción Progreso, fabricante de fertilizantes y pesticidas.
En Stepnogorsk, Alibek creó una eficiente línea de ensamblaje a escala industrial para formulaciones biológicas. En tiempos de guerra, la línea de ensamblaje podía utilizarse para producir ántrax para uso militar. Los continuos éxitos en ciencia y biotecnología le llevaron a más ascensos, lo que resultó en un transferencia a Moscú.

### Biopreparat
En Moscú, Alibek comenzó su carrera como subdirector de la dirección de bioseguridad de Biopreparat. En 1988, fue ascendido a primer subdirector de Biopreparat, donde supervisó no solo las instalaciones de armas biológicas, sino que también un importante número de plantas farmacéuticas que producían antibióticos, vacunas, sueros e interferón para el público.
En respuesta a un anuncio en la primavera de 1990 sobre la reorganización del Ministerio de Industria Médica y Microbiológica, Alibek redactó y remitió un memorandum al entonces secretario general, Mijaíl Gorbachov, proponiendo el cese de la producción de armas biológicas de Biopreparat. Gorbachov aprobó la propuesta, pero se insertó secretamente un párrafo adicional en el borrador de Alibek, lo que resultó en un decreto presidencial que ordenaba el cese de la producción de armas biológicas de Biopreparat, pero también les exigía que se mantuvieran preparados para una futura producción de armas biológicas.
Alibek utilizó su puesto en Biopreparat y la autoridad que le otorgaba la primera parte del decreto para iniciar la destrucción de armas biológicas y desmantelar la capacidad de producción y prueba de armas biológicas en varias instalaciones de investigación y desarrollo, incluyendo Stepnogorsk, Koltsovo, Obolensk y otras. También negoció una asignación a una instalación de Biopreparat llamada Biomash. Biomash diseñaba y producía equipos técnicos para el cultivo y análisis de microbios. Planeó aumentar la proporción de sus productos enviados a hospitales y laboratorios médicos civiles más allá del 40% asignado en ese momento.
Tras la disolución de la Unión Soviética en diciembre de 1991, Alibek fue puesto a cargo de intensivos preparativos para las inspecciones de las instalaciones biológicas soviéticas por una delegación conjunta estadounidense y británica. Sin embargo, cuando participó en la posterior inspección soviética de las instalaciones estadounidenses, su sospecha de que Estados Unidos no contaba con un programa de armas biológicas ofensivas se confirmó antes de su regreso a Rusia. En enero de 1992, poco después de su regreso de Estados Unidos, Alibek protestó contra la continuación del trabajo de Rusia en armas biológicas y renuncio tanto del Ejército Ruso como de Biopreparat.

### Inmigración a los Estados Unidos
En octubre de 1992, Alibek y su familia emigraron a Estados Unidos. Tras mudarse a Estados Unidos, Alibekov proporcionó al gobierno un informe detallado del antiguo programa soviético de armas biológicas. Durante una sesión informativa con la CIA, Alibek describió los esfuerzos soviéticos para convertir en arma una cepa de viruela particularmente virulenta, produciendo cientos de toneladas del virus que podían ser propagados mediante bombas o misiles balísticos. El científico desertor Vladimir Pasechnik ya había proporcionado información sobre el programa soviético de armas biológicas en 1989.
Alibekov ha testificado ante el Congreso de Estados Unidos varias veces y ha brindado orientación a las comunidades de inteligencia, políticas, seguridad nacional y médicas de ese país.
Impulsó la creación de un programa de postgrado en biodefensa en la Escuela Schar de Política y Gobierno de la Universidad George Mason, donde se desempeñó como Profesor Distinguido de Microbiología Médica y Director de Educación del programa. También desarrolló los planos para el centro de investigación de nivel de bioseguridad tres (BSL-3) de la universidad y obtuvo subvenciones de 40 millones de dólares de los gobiernos federal y estatal para su construcción.
De 1993 a 1999, Alibek asumió múltiples funciones de I+D, incluido el de científico visitante en el Instituto Nacional de Salud, donde investigó nuevas sustancias antigénicas y potencialmente inmunogénicas para el desarrollo de una vacuna contra la tuberculosis; gerente de proyectos en SRS Technologies, donde investigó, analizó y desarrolló informes de síntesis detallados sobre la biotecnología de países extranjeros; y gerente de programas en el Battelle Memorial Institute, supervisando proyectos de investigación en biotecnología médica, biosíntesis y equipamiento de fermentación.
En 1999, Alibek publicó un relato autobiográfico de su trabajo en la Unión Soviética y su deserción.
Al informar sobre la posibilidad de que Irak pudiera ganar control sobre la viruela o el ántrax, Alibek afirmó: "no cabe duda de que Saddam Hussein posee armas de destrucción masiva". Sin embargo, posteriormente no se encontraron armas biológicas en Irak.

### Emprendedor y administrador de investigación
Alibek fue presidente, director científico y director ejecutivo de AFG Biosolutions, Inc. en Gaithersburg, Maryland, donde él y su equipo científico continuaron el desarrollo de soluciones avanzadas para la inmunidad antimicrobiana. Motivado por la falta de terapias anticancerígenas asequibles disponibles en Europa del Este y Asia Central, AFG utilizó la experiencia en biotecnología de Alibek para planificar, construir y gestionar una nueva planta de producción farmacéutica diseñada específicamente para abordar este problema.
Alibek creó MaxWell Biocorporation (MWB) en 2006, una nueva empresa de producción farmacéutica, de la que fue director ejecutivo y presidente. Con sede en Washington D. C., y con varias filiales y afiliadas en Estados Unidos y Ucrania, el principal objetivo declarado de MWB es crear una nueva planta de llenado y acabado farmacéutico a gran escala, de alta tecnología y ultramoderna en Ucrania. Los medicamentos genéricos sin patente que se producen en esta planta están destinados a tratar enfermedades oncológicas, cardiológicas, inmunológicas e infecciosas crónicas graves.
La construcción de las instalaciones de Boryspil comenzó en abril de 2007 y finalizó en marzo de 2008; la producción inicial estaba prevista para 2008. La intención declarada era producir productos farmacéuticos de alta calidad que se convirtieran en una fuente asequible de terapia para millones de personas desfavorecidas que actualmente carecen de opciones terapéuticas. Abilek dimitió como presidente de MWB en el verano de 2008, poco después de la inauguración de las instalaciones.
El principal enfoque de investigación de Alibek fue el desarrollo de nuevas terapias para enfermedades oncológicas en etapa avanzada y otras patologías y trastornos degenerativos crónicos. Se centra en el papel de las infecciones virales y bacterianas crónicas en la causa de enfermedades relacionadas con la edad y el envejecimiento prematuro. Además, desarrolla e implementa nuevos métodos de inmunoterapia sistémica para pacientes con cáncer en etapa avanzada.
A lo largo de su carrera, Alibek ha publicado nueve artículos científicos acerca del rol de las enfermedades infecciosas en el cancer.

### Trabajo en Kazajistán
En 2010, Alibek fue invitado a trabajar en Kazajistán al mando del Departamento de Química y Biología de la Escuela de Ciencia y Tecnología de la Universidad de Nazarbayev en Astana, en donde se involucró en el desarrollo de medicinas contra el cancer y de prolongamiento de la vida, y fue presidente de la junta del Centro Científico Republicano de Cuidados Medicos de Emergencia, y encabezó el Centro Científico Nacional de Oncología y Trasplantes. Durante su estadía, publicó varios artículos en revistas científicas y enseñó en varios cursos de varios campos de la biología y la medicina. Se concentró en un posible rol de las infecciones crónicas, los desórdenes metabólicos y la inmunosupresión en el desarrollo del cancer. En 2011 fue laureado con un premio del Viceprimer Ministro por su contribución al desarrollo del sistema educativo de Kazajistán. En 2014, se le otorgó una medalla del Ministro de Educación y Ciencia de Kazajistán por sus contribuciones a la investigación en Kazajistán. Continúa con su trabajo como gerente administrativo de investigaciones, en medicina, y como profesor.
De cualquier modo, después de siete años, no se han obtenido resultados científicos significativos del trabajo de Alibek. Durante estos siete años, Alibek recibió más de un millón de tenge del presupuesto para el proyecto de "Nueva Terapia Sistemática para Tumores Cancerígenos" que trató de implementar. La prometedora técnica sueca se ha mantenido como un concepto común, no ha aparecido una panacea para el tratamiento del cancer. Tres aplicaciones de patente presentadas por Alibek para su registro fueron rechazadas por el Instituto Nacional de Propiedad Intelectual del Ministerio de Justicia de la República de Kazajistán debido a la falta de innovación.
En 2006, Alibek fue elegido como uno de los nominados en la categoría de "Ciencia" del proyecto nacional El Tulgasy, que fue diseñado para seleccionar a los ciudadanos más destacados de Kazajistán que estuvieran asociados a logros nacionales. Más de 350.000 personas votaron en el proyecto y Alibek fue elegido décimo en esta categoría.

### COVID-19
Alibek tiene experiencia en el desarrollo de vacunas para pandemias. En 2006, su artículo acerca de nuevos principios para el desarrollo de estas vacunas fue publicado en Future Medicine.

En enero de 2020, Alibek publicó una advertencia acerca del COVID-19 y su potencial como un problema global. Su investigación acerca de métodos seguros de protección contra el virus con anterioridad a una vacuna fue publicada posteriormente en la revista Research Ideas and Outcomes (RIO). También escribió dos capítulos acerca de métodos de protección contra de la pandemia de COVID-19 en el libro Defensa en Contra de Amenazas Biológicas: Lo Que Podemos Aprender de la Pandemia del Coronavirus para Incrementar las Defensas de Estados Unidos Contra Pandemias y Armas Biológicas.
En 2021, Alibek dio un seminario gratuito acerca de las defensas biológicas antivirales en el mundo de la incertidumbre de las epidemias.

### Investigación del autismo
Desde 2007, Alibek ha investigado el autismo desde su experiencia como oncólogo certificado y su conexión personal con el desorden a través de su hija Mary. El apoya la idea de que el desorden es el resultado de infecciones virales y bacterianas prenatales. Múltiples estudios se han realizado con pacientes con desorden del espectro autista, incluyendo un estudio con 57 pacientes en 2018 y 2019, un estudio de 2021 y 2023 con 142 pacientes, y un estudio de 2023 con 32 pacientes. En adición a eso, más de mil niños han sido tratados usando este protocolo. Sus pacientes se localizan predominantemente en países de la antigua Unión Soviética y Ucrania, y da consulta usando principalmente servicios gratuitos de telemedicina. Durante estos estudios, marcadores inflamatorios específicos junto a parámetros bioquímicos y neuropsiquiátricos fueron identificados como una medición objetiva de mejoramiento y reducción de síntomas. Alibek ha publicado seis estudios en revistas revisadas por pares acerca de las causas y el tratamiento del autismo, y tiene una patente estadounidense y tres en proceso sobre su innovador enfoque de tratamiento.

## Controversia
En una noticia de septiembre de 2003, Alibek y otro profesor sugirieron, basados en su investigación, que la vacuna contra la viruela podría incrementar la resistencia al VIH. El trabajo fue rechazado después de una revisión por pares de la Journal of the American Medical Association y The Lancet, y no se ha proseguido en él. De acuerdo con Donald Henderson experto en viruela y ex-consejero científico de la Casa Blanca, "Esta es una teoría que ... no es consistente para nada, y no tiene ningún sentido desde un punto de vista biológico ... Esta idea ... no tiene ningún fundamento. No pondría ningún tipo de credibilidad en ella". En 2010, Alibek fue coautor de un artículo que apareció en Biomed Central - Immunology, una revista científica, que esquematizaba los resultados de su investigación, mostrando que la inmunización con la vacuna Dryvax podría otorgar resistencia a la replicación del VIH.
Alibek también ha promocionado la "Fórmula de Apoyo al Sistema Inmune del Dr. Ken Alibek", un suplemento alimenticio vendido en internet. Contiene vitaminas, minerales y una combinación propia de bacterias que supuestamente "refuerza el sistema inmune".

## Vida personal
Alibek tiene una esposa y cinco hijos (dos hijos y tres hijas). Una de sus hijas es autista.

## Publicaciones
Libros
- Alibek, Ken and Steven Handelman (1999), Biohazard: The Chilling True Story of the Largest Covert Biological Weapons Program in the World – Told from Inside by the Man Who Ran It, Random House, ISBN 0-385-33496-6.
- "The Anthrax Vaccine: Is It safe? Does it Work?" (2002), Reviewer. National Academy Press, Washington, D.C., Institute of Medicine.
- Biological Threats and Terrorism: Assessing the Science and Response Capabilities (2002), Workshop Summary, Contributor. National Academy Press, Washington, D.C., Institute of Medicine.
- Weinstein, R.S. and K. Alibek (2003), Biological and Chemical Terrorism: A Guide for Healthcare Providers and First Responders, Thieme Medical Publishing, New York.
- Alibek, K., et al. (2003), Biological Weapons, Bio-Prep, Louisiana.
- Fong, I. and K. Alibek (2005), Bioterrorism and Infectious Agents: A New Dilemma for the 21st Century, Springer.
- Fong, I. and K. Alibek (2006), New and Evolving Infections of the 21st Century, Springer.
- Fleitz, Alibek, Bryen, Rosett, Chang, DeSutter, Elliott, Faddis, Geraghty, Gibson (2020), Defending Against Biothreats: What We Can Learn from the Coronavirus Pandemic to Enhance U.S. Defenses Against Pandemics and Biological Weapons

Capítulos de libros
- "Firepower in the Lab: Automation in the Fight Against Infectious Diseases and Bioterrorism" (2001), Chapter 15 of Biological Weapons: Past, Present, and Future, National Academy Press, Washington, D.C., Institute of Medicine.
- Jane's Chem-Bio Handbook (2002), Second Edition, F. R. Sidell, W. C. Patrick, T. R. Dashiell, K. Alibek, Jane's Information Group, Alexandria, VA.
- K. Alibek, C. Lobanova, "Modulation of Innate Immunity to Protect Against Biological Weapon Threat" (2006). In: Microorganisms and Bioterrorism, Springer.